# مكان بعيد (فلم)
مكان بعيد (بالإنجليزية: Far Off Place)، هُو فيلم مغامرة ودراما أمريكي صدر سنة 1993. الفيلم من بطولة كُل من ريس ويذرسبون وإيثان إمبري وجاك تومسون وماكسيميليان شيل.

## وصلات خارجية
- مقالات تستعمل روابط فنية بلا صلة مع ويكي بيانات